# Oruza pseudomira
Oruza pseudomira är en fjärilsart som beskrevs av Embrik Strand 1917. Oruza pseudomira ingår i släktet Oruza och familjen nattflyn. Inga underarter finns listade i Catalogue of Life.